# Дмитриевское (Дмитриевское сельское поселение)
Дмитриевское — село в Даниловском районе Ярославской области, административный центр Дмитриевского сельского поселения.

## География
Расположено в 29 км на юг от райцентра города Данилова, железнодорожная станция Путятино на линии Ярославль — Данилов.

## История
Каменная церковь в селе построена в 1839 году на средства прихожан. Престолов в церкви было три: Владимирской Иконы Богоматери, Святого Григория Великого и во имя великомученика Дмитрия Солунского. 
В конце XIX — начале XX века село входило в состав Богородской волости Даниловского уезда Ярославской губернии.
С 1929 года село входило в состав Бородинского сельсовета Даниловского района, в 1944 — 1959 годах — в составе Середского района, с 1954 года — центр Дмитриевского сельсовета, с 2005 года — центр Дмитриевского сельского поселения.

## Население
| 1859 | 1914 | 2002 | 2007 | 2010 |
| ---- | ---- | ---- | ---- | ---- |
| 100  | ↗112 | ↗474 | ↗492 | ↘461 |

## Инфраструктура
В селе имеются Дмитриевская средняя школа, дом культуры, отделение почтовой связи.